# تاداشي ساتو
تاداشي ساتو هو عسكري وسياسي ياباني، ولد في 20 يوليو 1849 في هيروشيما في اليابان، وتوفي في 27 أبريل 1920.